# Supermercats masymas
Supermercats masymas és una marca comercial de quatre empreses:
- Hijos de Luis Rodríguez, S. A. a Astúries i Lleó
- Juan Fornés Fornés, S. A. a Castelló, València, Alacant i Múrcia.
- Sucesores de Pedro Soriano Buforn, S.L. a Alacant i València.
- Luis Piña, S. A. a Còrdova i Jaén.

En 2018 l'empresa Fragadis compra Sucesores de Pedro Soriano que poc després abandona la marca masymas per a passar a operar sota l'ensenya Spar.
Compta amb diversos premis INVAC a la millor carnisseria.

## Història

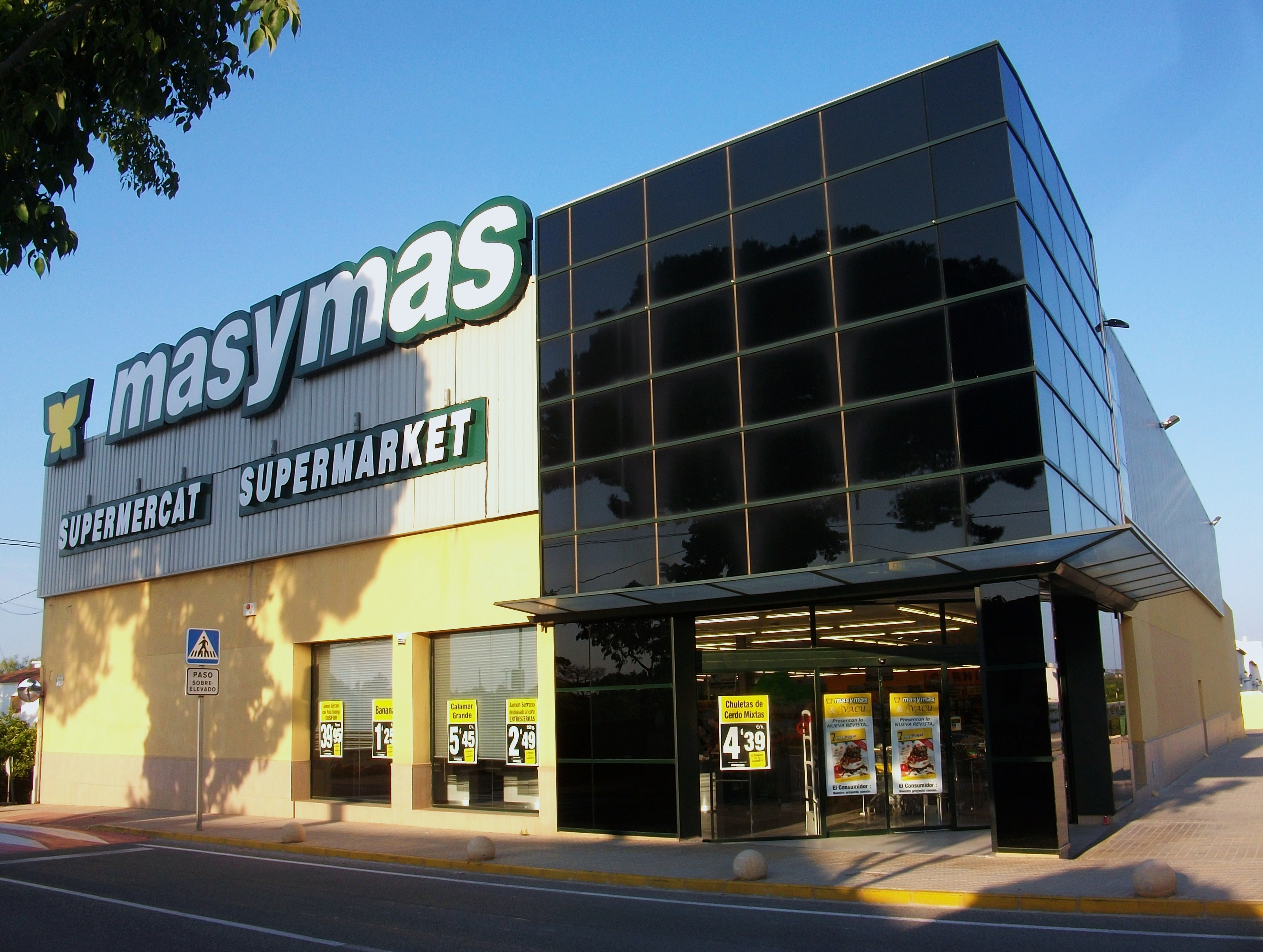
Supermercat masymas en la Xara, Dénia, Alacant

### HIJOS DE LUIS RODRÍGUEZ S.A.
El seu començament es remunta a 1932, quan Luis Rodríguez Fernández i Macrina Cuervo Menéndez van obrir una botiga d'alimentació a Oviedo. L'establiment era una botiga a l'ús en l'època, assortida de comestibles que ja destacaven per la seva qualitat. La botiga marxava bé i els promotors del negoci van decidir donar un nou gir a la seva activitat, creant en 1965 un magatzem de distribució a l'engròs sota el nom de Almacén de Coloniales Luis Rodríguez.
En 1981 l'empresa es va traslladar al Polígon Industrial de Asipo, a Llanera, va passar a denominar-se Hijos de Luis Rodríguez S.A. i a ser administrada pels fills dels fundadors, Gerardo i Juan Rodríguez Cuervo. En 1992 l'empresa, fins llavors dedicada a la distribució a l'engròs, va fer un salt important a la venda al detall adquirint la cadena de supermercats Los Tulipanes, prenent el nom comercial mantingut fins al moment: masymas supermercados.
Avui dia l'empresa es troba en mans de la tercera generació. Eva Rodríguez, néta del fundador, és l'actual Consellera Delegada de Hijos de Luis Rodríguez S.A.
En 1992 Hijos de Luis Rodríguez S.A., empresa llavors dedicada a la distribució a l'engròs, adquireix la cadena de supermercats Los Tulipanes, que passa a prendre el nom comercial mantingut fins al moment, supermercados masymas, i comença la seva marxa en la venda al detall.

### JUAN FORNÉS FORNÉS S.A.
Juan Fornés Fornés es dedicava a la venda a l'engròs de mercaderies en poblacions de la Marina Alta (Alacant), sobretot en les més pròximes a la seva Pedreguer natal. Amb el pas dels anys, els fills van créixer i van anar adquirint responsabilitats en el si de l'empresa. Un d'ells, José Juan Fornés Artigues –que és l'actual Director General-, va decidir en 1981 canviar el model de negoci i obrir el primer supermercat, també a Pedreguer.

### LUIS PIÑA S.A.
Per part seva, la branca andalusa es remunta a l'any 1962 quan el seu fundador, Luis Piña Núñez, va muntar el seu primer petit magatzem d'ultramarins a la ciutat de Andújar (Jaén). En 1986 va obrir el primer supermercat masymas.
En 1999 la Direcció de l'empresa va passar als fills del fundador: Luis Miguel, Alberto i Gustavo Piña León.